# Nathan Drake
Nathan "Nate" Drake, (nascido Nathan Morgan), é um personagem fictício e o protagonista da série de videojogos, Uncharted, criada pela companhia Naughty Dog. É um personagem jogável em todos os jogos da serie (com exceção de Uncharted: The Lost Legacy) e em PlayStation All-Stars Battle Royale. Aparece também na série semi-animada (motion comic) Uncharted: Eye of Indra,  no romance Uncharted: The Fourth Labyrinth, escrito por Christopher Golden e na banda desenhada homônima à série. Drake tem um irmão mais velho chamado Samuel Drake, e um mentor e figura paterna, Victor Sullivan. Drake é casado com a repórter Elena Fisher e com ela teve uma filha que se chama Cassie. O actor Nolan North é quem lhe dá a voz na versão original e influenciou a personalidade de Drake acrescentando segmentos ad libitum ao seu diálogo. Tom Holland interpretará Drake na futura adaptação cinematográfica, realizado pelo director Shawn Levy.
A Naughty Dog baseou o personagem em Johnny Knoxville, no actor Harrison Ford, nos heróis das revistas pulp, nos romances e nos filmes dos anos da década de 1980. Para torná-lo credível, o personagem foi vestido com calças de ganga e uma t-shirt, e foi-lhe dado uma personalidade vulgar; tem muita força de vontade, e vulgarmente brinca e goza. Os produtores focaram-se em dar-lhe reacções realísticas em contacto com o ambiente; por exemplo, Drake tropeça enquanto corre, quando salta por cima de objectos fá-lo com dificuldade e consegue reconhecer o absurdo das situações em que às vezes se encontra. É retratado como descendente do explorador e corsário do século XVI Sir Francis Drake.
Nathan Drake é muitas vezes referenciado como a mascote do console de jogos PlayStation, e é cada vez mais identificado com a plataforma. O seu design e personalidade já o levou a ser muitas vezes comparado com outras personagens de videojogos e do cinema, como Lara Croft ou Indiana Jones.
Muitos críticos já se referiram a Drake como um personagem credível e amável, e notaram que ele também é um raro exemplo de um personagem fisicamente atraente que não é explorado por designers como um objeto sexual.

## Criação
O ilustrador e desenhador Kory Heinzen trabalhou na pré-visualização, conceito e no design do personagem no videojogo Uncharted: Drake's Fortune, produzido pela Naughty Dog. O conceito inicial de Heinzen difere um pouco do personagem final. A equipa de produção inspirou-se no género de aventura pulp ao criar os jogos da série Uncharted, e baseou Drake nos personagens estereotipados de filmes de aventura e romances, dando-lhe graça, desenvoltura e princípios fortes. A Naughty Dog queria realçar a personalidade de Drake através das suas interacções com o ambiente durante os jogos. Para fazê-lo, criaram uma série de animações para Drake, permitindo-lhe apresentar reações e ter uma disposição sarcástica no contexto. As animações foram desenhadas para serem fluídas e credíveis; os produtores removeram qualquer animação que não promovesse a fluidez ou que demorasse muito tempo para ser executada. O sistema de animações no jogo, com mais de trinta animações que compõem um movimento, foi implementado para tornar Drake um personagem mais fiável.

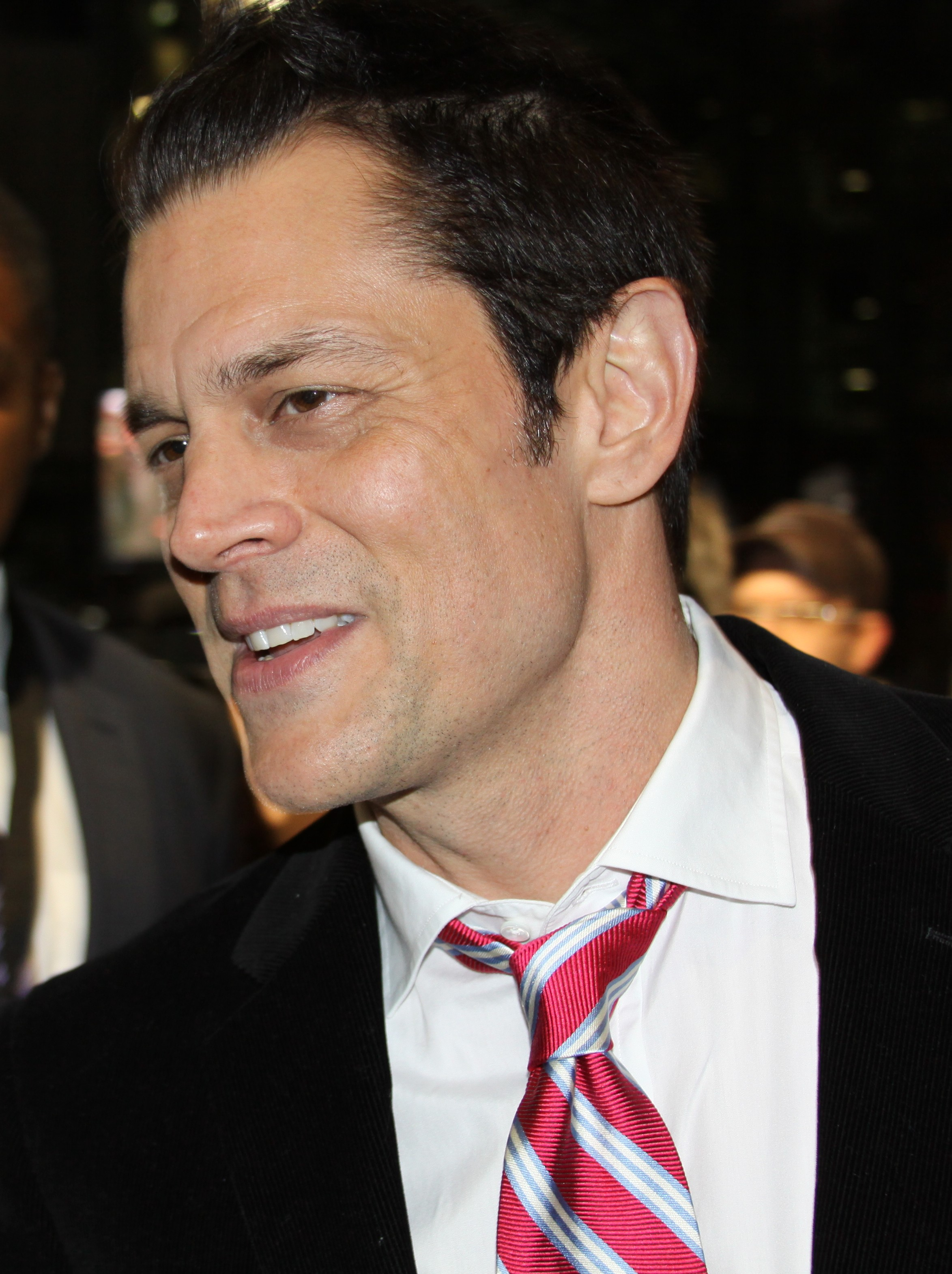
Johnny Knoxville serviu como modelo para a aparência de Drake.

O pessoal da Naughty Dog olhou para diversas fontes para criar Drake. A sua aparência e carisma foram baseados no actor e duplo norte-americano Johnny Knoxville. Richard Lemarchand, designer principal do jogo, queria que Drake reflectisse a "bondade e a calma" que ele via em Knoxville. Amy Hennig, escritora da série, descreve Drake como uma mistura charmosa entre os atores Harrison Ford e Bruce Willis, com influência adicional tirada dos heróis de ação-aventura românticos, incluindo Cary Grant:
| “ | ... fomos atrás, aquelas séries de cinema, filmes da década de 1930 e 1950, e aqueles outros que reviveram de novo o género de ação-aventura nos anos '80, e até filmes recentes como National Treasure. Existe muita coisa que todos estes personagens têm em comum – irreverência, sentido de humor malandro, e aquele charme. | ” |

Lemarchand falou em personagens de banda desenhada como Doc Savage e Tintin, assim como John McClane, protagonista de Die Hard, como inspirações para Nathan Drake. A valentia física de Drake foi modelada conforme Savage, e a sua personalidade inspirada na cor vibrante e na identidade viajadora de Tintin.
A Naughty Dog queria que Drake encarnasse o arquétipo de homem onde qualquer pessoa se pudesse identificar. E. Daniel Arey, ex-director criativo do estúdio, afirmou que "existe uma linha muito ténue entre um parvo e um arrogante adorável", e que eles produziram Drake por forma a ser mais humano e acessível. "Se um herói está constantemente a mostrar o seu lado humano," diz Arey, "conseguimos perdoar qualquer confiança exagerada ou arrogância porque somos todos assim um pouco." Neil Druckmann, desenhador principal de Uncharted 2: Among Thieves, explicou que Drake foi feito para reagir a situações da maneira que o jogador médio também reagiria. Hennig comentou:
| “ | ...quando começamos a fazer Uncharted, decidimos que queríamos fazer algo como aqueles jogos de ação-aventura e também que se mantivesse dentro do espírito de toda aquela tradição. Sabíamos que de forma a destacar o jogo, teríamos de ter um herói completamente fiável, um tipo normal. Assim que as pessoas o viram e disseram "Porque é que eu quero jogar com um tipo em calças e t-shirt", isso foi uma ação deliberada da nossa parte, para dizer "olha, é apenas um tipo qualquer". Ele é igual a ti e a mim. | ” |

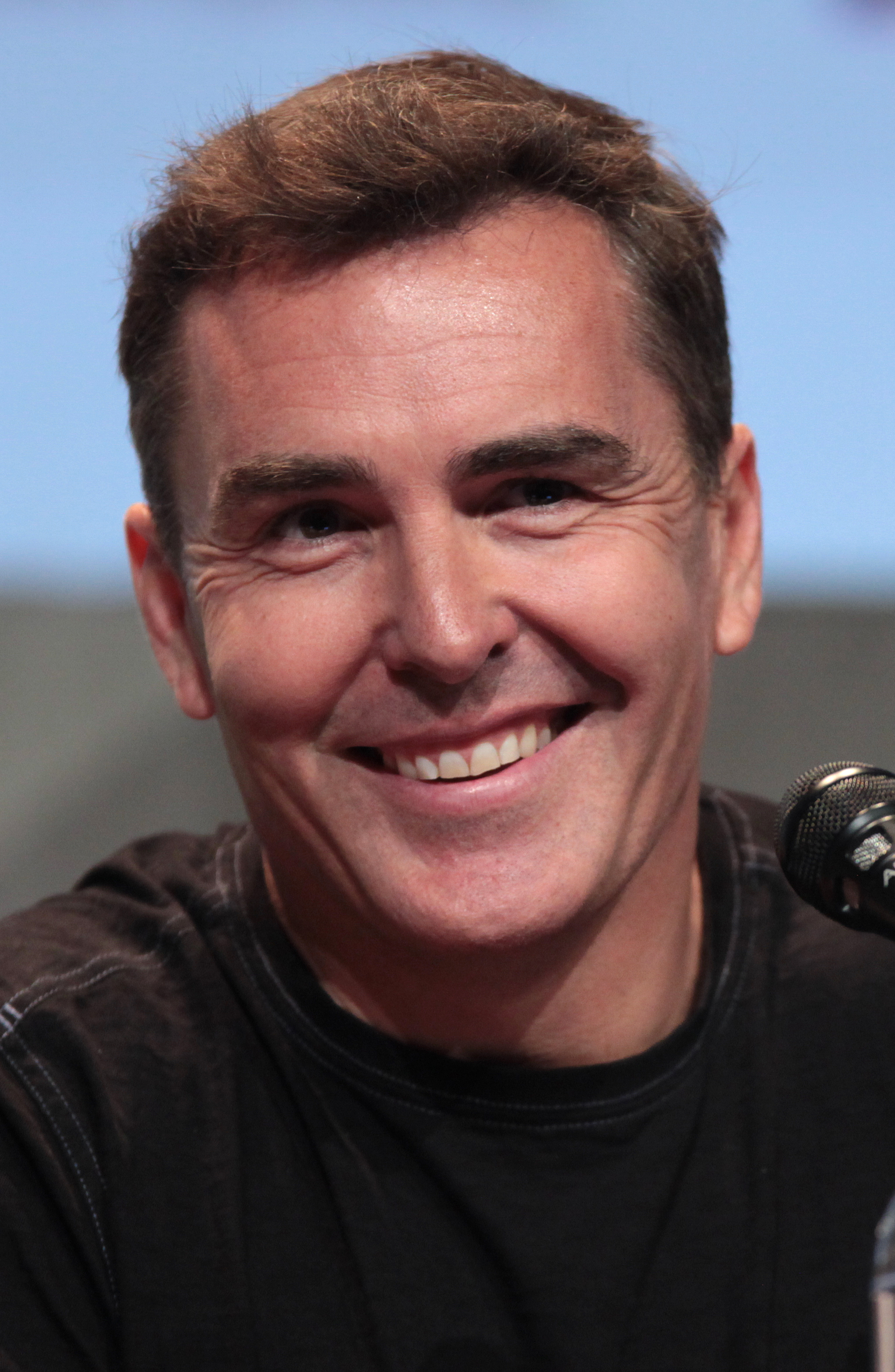
Nolan North, dobrador original de Drake.

Josh Scherr, chefe da equipa de argumentistas de Drake's Fortune, disse que eles criaram Drake como um "tipo comum" sem poderes especiais. Em vez disso, Drake ficava visivelmente nervoso de vez em quando, tinha dificuldade em saltar por cima de objectos e tropeçava enquanto corria. Estas caracterizações serviam para mostrar Drake como um personagem frágil. Ele não é mestre no combate corpo-a-corpo, e dá murros sem estilo e habilidade. Sam Thompson, produtor de Uncharted 2: Among Thieves, descreve as artes marciais de Drake como "falíveis." O produtor da Sony Entertainment of America, Sam Thompson, diz que a Naughty Dog já tinha criado anteriormente personagens icónicas, incluindo Crash Bandicoot, mas que com Nathan Drake, no entanto, a companhia queria criar um personagem mediano, um que não possui-se tanta quantidade de confiança, que fosse mais realista e humilde.
Nolan North, o dobrador que dá voz a Drake, teve um papel muito importante ao definir as reacções físicas e vocais do personagem. Na série Uncharted, os actores foram usados para a captura de movimentos, e agiam como estivessem num filme. A captura dos movimentos era feita num estúdio de som, e o diálogo gravado durante este processo acabou por ser usado no jogo. A North foi-lhe permitido usar diálogo ad libitum e a usar a sua própria personalidade em Nathan Drake. Para dar o nome ao personagem, a equipa de desenvolvimento pensou em diferentes escolhas, incluindo Ethan, Samuel e John. Matthew Drake foi seriamente considerado, mas foi mal recebido a quem o nome foi apresentado. Eventualmente, a Naughty Dog estabeleceu o nome Nathan por se puder abreviar para Nate, uma percepção que soava mais histórica. O desenho de Drake mudou muito pouco entre Drake's Fortune e Among Thieves.

## Atributos

### Personalidade
Drake tem uma personalidade muito distinta, porque os criadores não queriam que ele se parecesse como uma caricatura ou uma "figura de papelão". Hennig esteve constantemente a elaborar a personalidade de Drake durante os diálogos e as interacções com outras personagens em jogo, e não apenas exclusivamente nos pequenos vídeos em jogo (cutscene). Drake reage a eventos de uma maneira muito humana, muitas vezes a comentar e a queixar-se da absurdez das situações em que se encontra. Enquanto atravessa os níveis, Drake faz frequentemente piadas e provocações sarcásticas. Matt Casamassina da IGN comentou as interacções do personagem que revelam a natureza de Drake: "tem coração mole e é divertido, mas também demonstra que Nate está ciente de quão absurdos os seus dilemas às vezes são. É uma comunicação pequena, sem importância, mas faz sentido que os dois se comportem exatamente como o fazem.".
Drake diz o que está a pensar em voz alta, um recurso projetado para estabelecer uma relação entre os pensamentos e as prováveis reacções do jogador. Amy Hennig chamou a Drake "Um tipo Die Hard que chega e toma conta da situação; 'a nódoa no melhor pano'.". O actor que dá a voz a Drake, Nolan North, foi instruído para que usasse a sua própria personalidade no personagem.

### Aparência física
A aparência de Drake é muito comum, consistindo apenas numa t-shirt branca e calças de ganga azuis com um coldre para a arma nas suas costas, no primeiro jogo, e uma camisa castanha no segundo jogo. Drake foi deliberadamente vestido com uma camisa simples e jeans para fornecer uma "ideia vulgar" em que qualquer homem comum se podia rever. Os programadores projetaram um sistema de animação por camadas para fazer com que os movimentos de Drake fossem realistas, misturando várias poses e reacções. Isto permitiu um sistema de mapeamento facial complexo e rugoso, que forneceu a Drake reacções emocionais mais humanas. A física de Drake está razoavelmente em forma, mas não é demasiado musculado. A aparência de Drake teve poucas mudanças em Uncharted 2: Among Thieves. Hennig afirmou que Drake era mais magro do que o pretendido no primeiro jogo e, assim, os designers deram-lhe um pouco mais de volume para o segundo jogo.
A camisa de Drake está sempre enfiada nas calças apenas num lado, um atributo a que os comentadores chamaram de "half-tuck" ("meia-dobra"). A designação, usada a primeira vez pelo criador de jogos Tim Schafer, levou a Naughty Dog a alterar a aparência de Drake para ter a camisa quase toda metida nas calças à frente e apenas metade nas costas, levou a que o co-presidente da Naughty Dog, Evan Wells, criasse uma piada, chamando "three-quarters-tuck" ("três-quartos-dobra").
A "half-tuck" faz parte de um esforço da produção para assegurar que o desenho de Drake fosse assimétrico. Tim Schafer comentou que "Era tudo super next-gen (pt: próxima geração), mas o mais next-gen de tudo era a camisa de Drake. Repara: De uma forma está enfiada para dentro mas ao mesmo tempo não está. De todas as maravilhas técnicas que Uncharted contém, esta foi aquela que mais me impressionou.".

## Aparições

### Série principal

#### Uncharted: Drake's Fortune

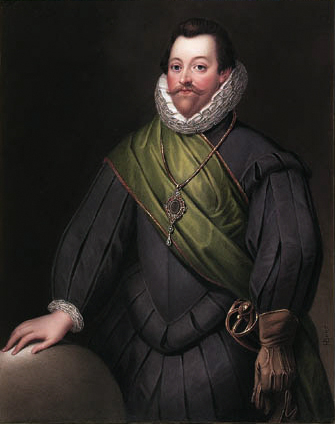
Nathan se auto proclama descendente do explorador e corsário Sir Francis Drake.

No videojogo de 2007 Uncharted: Drake's Fortune, Drake localiza um tesouro numa ilha tropical muito isolada. Assim que o jogo começa, Drake, acompanhado pela repórter Elena Fisher, recupera um cofre do seu antepassado Sir Francis Drake, que ele localizou a partir de coordenadas inscritas numa herança de família: um anel que Drake usa pendurado ao pescoço. O cofre contém o diário de Sir Francis Drake, que tinha a localização do El Dorado. Piratas atacam e destroem o barco de Drake, mas o amigo Victor "Sully" Sullivan consegue salvar os dois. Quando Sully e Drake seguem a descrição no diário até ao local indicado e descobrem que o El Dorado é um enorme ídolo de ouro que os Espanhóis já haviam tentado retirar da ilha há alguns séculos. Depois de encontrarem um U-boat, mercenários liderados por Gabriel Roman interceptam Drake, Fisher e Sully. Sully é alvejado mas Drake consegue escapar e viaja para uma ilha onde o diário de Sir Francis Drake afirma ser a localização do ídolo.
A caminho da ilha, armas antiaéreas forçam Elena e Drake a saltar do avião onde viajavam, acabando por ficar separados. Drake segue então para uma velha fortaleza Espanhola para tentar encontrar Elena. Embora brevemente capturados, Drake e Elena conseguem se reunir e fogem para uma velha alfândega na ilha. Ali descobrem que Sully tinha sobrevivido aos ferimentos da bala. Drake descobre que o ídolo está localizado junto à alfândega, e encontra e salva Sully. Drake percebe que o ídolo está amaldiçoado e que transformou os Espanhóis e os Kriegsmarine que o procuravam em monstros. Drake então tenta parar Roman de tirar o ídolo da ilha chegando a tempo de ver Atoq Navarro, um homem contratado por Roman, que encontra a estátua. Navarro engana Roman e este fica amaldiçoado. Drake então salta para a estátua e fica agarrado a esta enquanto é içada até a um barco na baía. Aí derrota Navarro e consegue afundar o ídolo para o fundo do oceano. Sully entretanto chega, e Elena e Drake deixam a ilha com algumas caixas de tesouro, depois de mostrarem afeição um pelo outro.

#### Uncharted 2: Among Thieves
Drake regressa como protagonista no segundo jogo da série em 2009. Um benfeitor rico contrata Drake, Harry Flynn, e Chloe Frazer para roubarem uma pequena lâmpada num museu em Istambul. Drake e Chloe, que já tinham namorado no passado, renovaram o seu romance sem Flynn saber. Uma vez no museu, Flynn trai Drake e este é feito prisioneiro. Drake começa então a perceber que o verdadeiro objectivo do ladrão era descobrir a localização da frota perdida de Marco Polo. Flynn traz então a informação obtida a partir da resina que estava na lâmpada a quem o empregou, o criminoso de guerra Zoran Lazarević, que procura a Pedra de Cintamani que supostamente a frota transportava. Assim que Chloe e Sully conseguem a libertação de Drake, Drake segue Lazarević, e descobre que a frota não possuía a Pedra, mas tinha pistas da localização de Shambhala. Drake viaja para o Nepal para encontrar a próxima pista, apesar de Lazarević já ter iniciado uma guerra civil na região no sentido de se encontrar o templo que contém a pista. Na cidade, encontra Elena e o seu colega de trabalho Jeff, que mais tarde é morto por Lazarević.
Drake persegue Lazarević e descobre a chave para Shambhala, mas o comboio onde viajam explode, deixando Drake sem recursos. Drake perda a consciência depois de encontrar a chave (a Kīla) e acorda numa pequena vila tibetana. Aí, conhece Karl Schäfer, um oficial Schutzstaffel que dirigiu uma expedição Ahnenerbe até Shambhala, apesar de ele ter assassinado todos para impedir os Nazis de obterem o poder da cidade. Tenzin, um homem que não fala inglês, conduz Drake até uma caverna de gelo, aí são atacados por monstros gigantes. Lazarević ataca a vila e rapta Schäfer. Drake e Elena perseguem Lazarević até um mosteiro, onde encontram a entrada de Shambhala. Uma vez lá dentro, descobrem que os monstros são os guardiões da cidade. Drake e Elena são feitos prisioneiros por Lazarević mas conseguem escapar quando são atacados pelos monstros. Drake confronta Lazarević na Árvore da Vida, a seiva da qual se faz a Pedra de Cintamani. Drake fere gravemente Lazarević, deixando-o à mercê dos guardiões, regressa depois para a vila, onde ele e Elena se beijam e começam um relacionamento.

#### Uncharted 3: Drake's Deception
No terceiro capítulo da série em 2011, Uncharted 3: Drake's Deception, Drake procura a cidade perdida de Iram dos Pilares, localizada no deserto de Rub' al-Khali.
É revelado neste jogo que o passado de Drake é mais misterioso do que aquilo que o jogador julga. É dito que Drake não é o seu nome real (também não é revelado o verdadeiro) e foi criado num orfanato Católico a partir dos cinco anos de idade. A sua mãe cometeu suicídio e o seu pai entregou-o a um instituto estatal. Ele fugiu do orfanato e viajou para a Colômbia, onde adquiriu o anel de Francis Drake (ao qual se refere como uma herança de família no primeiro jogo) roubando-o num museu. Este acontecimento fez com que Nathan e Victor Sullivan formassem equipa pela primeira vez.
Com a ajuda de Sully, Chloe, e Charlie Cutter, os quatro conseguem roubar valiosas pistas históricas a partir de uma misteriosa organização liderada por Katherine Marlowe e o seu assistente Talbot. Viajam para a França e para a Síria, onde encontram pistas que os leva ao Iêmen, onde Drake e Sully se encontram com Elena, que se relacionou romanticamente com Drake, nos dois primeiros jogos. Aí encontram um mapa celeste que mostra a localização de Iram. No entanto, Sully é sequestrado por Marlowe e Talbot, levando Drake numa busca de salvamento e a embarcar num dos aviões de carga de Marlowe. O avião cai no Rub' al-Khali depois de um tiroteio, mas Drake sobrevive.
Depois de deambular pelo deserto por vários dias, um grupo de cavaleiros, liderados por Salim, salvam Drake e levam-no para o seu acampamento. Salim explica que eles têm de impedir Marlowe e Talbot de chegar à cidade perdida de forma a que eles não consigam pôr a mão no poder alucinógeno do Djinn. Drake e Salim resgatam Sully da caravana de Marlowe e chegam à cidade. Drake e Sully destroem o guincho que puxa o navio de metal contendo o Djinn e toda a cidade começa a entrar em colapso. Marlowe é morta em areia movediça e Drake mata Talbot antes que ele possa matar Sully. Drake e Sully escapam do naufrágio da cidade e reúnem-se de novo com Elena. Drake e Elena conseguem aparentemente resolver o casamento deles e voam de volta para casa no avião novo do Sully.

#### Uncharted 4: A Thief's End
O quarto episódio da série, Uncharted 4: A Thief's End, foi mostrado durante a E3 2014, na conferencia de imprensa da Sony. No vídeo mostrado vê-se Drake ferido a dar à costa numa ilha. Ele levanta-se, pega na arma, e verifica se tem munições antes de entrar numa zona de selva cerrada, ao mesmo tempo que a câmara se afasta dele e mostra jaulas penduradas com esqueletos no seu interior. No vídeo também se ouve uma conversa entre Drake e Sully, em que drake lhe pede ajuda, tendo aparentemente estabelecido um plano. Sully avisa Nate que não lhe agrada o tipo de pessoas com que estão a lidar, mas Nate responde que não teve escolha, e pergunta a Sully se pode contar com ele uma última vez. Este dá-lhe uma resposta afirmativa. A Thief's End decorre vários anos após os eventos de Drake's Deception. Drake já não é um caçador de tesouros, e aparentemente continua casado com Elena, visto ainda usar o seu anel num dedo. O jogo também introduz Sam Drake (voz de Troy Baker), o irmão mais velho de Nate.

### Jogos derivados

#### Uncharted: Golden Abyss
Drake regressa no jogo de 2012 Uncharted: Golden Abyss, que foi lançado em exclusivo para a Sony PlayStation Vita. Os eventos ocorrem antes de Drake's Fortune, apesar de os produtores afirmarem que não é uma "prequela" mas sim uma história original e separada.

### Jogos relacionados

#### Uncharted: Fortune Hunter
Nathan é o personagem jogável nesse videojogo de quebra-cabeças. Ele viaja ao mundo com seu parceiro Victor Sullivan em busca de tesouros de personagens históricas, passando por muitos desafios em climas diversos.

### Outros jogos

#### Street Fighter x Tekken
Nathan Drake esteve na lista de possibilidades de Street Fighter x Tekken para ser um personagem convidado no jogo, no entanto a ideia foi descartada.

#### PlayStation All-Stars Battle Royale
Drake é um personagem jogável em PlayStation All-Stars Battle Royale. O rival de Nathan no jogo é Sly Cooper, porque Drake encontrou algumas páginas do livro de Sly, o Thievius Racoonus. No início da história Drake está com Sully numa ilha deserta, similar a Uncharted 2: Among Thieves.

#### PlayStation All-Stars Island
Nathan é um  dos personagens principais em PlayStation All-Stars Island. Nathan foi capturado e precisa escapar de umas ruínas em seu jogo no estilo corridas intermináveis.

#### Astro's PlayroomeAstro Bot
No vídeojogo Astro's Playroom, Nate é referenciado quatro vezes, duas vezes em partes distintas da fase "Termas da Ventoinha" onde pode-se encontrar o disco de "Uncharted 2" descrito como "Botcharted" e outra com bots no fundo cenário jogando "Dude Raider". Um troféu online chama-se "No No No Noooooo!" que é um bordão do herói quando algo dá errado e podemos também ver o bot de Nathan executando algumas façanhas em certa parte da fase "Selva da GPU".
Já em Astro Bot de 2024, Nathan é um dos bots principais que é resgatado e ajuda o protagonista dando-lhe suas habilidades. Além de ter uma fase própria que leva sua alcunha "Dude Raiding" na versão em inglês do jogo.

### Outras medias

#### Uncharted: Eye of Indra
Uncharted: Eye of Indra é uma série de 2009 de banda desenhada semi-animada. Os eventos ocorrem antes do primeiro jogo, mas a série foi lançada depois de Among Thieves. De forma a ter dinheiro para encontrar o cofre de Sir Francis Drake, Nathan Drake trabalha para Daniel Pinkerton, um americano que se tornou um criminoso de guerra na Indonésia. Drake persegue a fábula do Olho de Indra em Jakarta, onde reencontra Eddy Raja – que aparece no primeiro jogo – e Drake envolve-se romanticamente com a irmã de Raja, Rika Raja.

#### Uncharted (banda desenhada)
Nathan é o personagem principal na banda desenhada homônima à série lançada em 2011. A história se passa antes do primeiro jogo e foi supervisionada por Amy Hennig e publicada pela DC Comics. Ao roubar o diário que pertencia a Richard Byrd para seus clientes Michael e Rose Doughty, o ladrão descobre sobre Agartha, uma mística cidade da teoria da Terra Oca. Junto com Victor Sullivan os dois resolvem passar a perna em seus clientes encontrando a cidade perdida primeiro que eles. Eles descobrem  que os irmãos Doughty participarão de um leilão para comprar o selo âmbar que seria a chave para a Sala Âmbar. Em um reconhecimento do local, Nathan é surpreendido por uma ladra chamada Chloe Frazer. Ela tenta render o ladrão mas ele escapa conseguindo as informações que precisava. No dia seguinte Drake e Sullivan adentram o leilão disfarçados e se separam para buscar o selo. Nathan entra em uma sala vazia e é flagrado por Mykola Rusnak, um dos guardas do leilão. Tentando se explicar Chloe aparece e mente para Rusnak dizendo que Nate é acompanhante dela. Sully obtém novidades sobre o selo e chama seu parceiro pra fora. O selo já havia sido vendido e o leilão era só fachada, ambos precisavam entrar sorrateiramente no leilão e roubar o selo imediatamente. Assim Nathan o faz mas se encontra com Frazer, eles se enfrentam mas se dão uma breve trégua com Nathan obtendo as coordenadas para a cidade. Chloe aciona o alarme e ambos fogem, mas a ladra ao ver que estava em menor número joga o selo para Drake e vai por caminho diferente e o ladrão é apanhado pelos Doughtys que estão com Victor sob custódia. Os dois ladrões são interrogados e Nate é obrigado a dar as coordenadas para seus capturadores e são deixados para trás para Mykola dar um fim neles. Rusnak os pega e quando começa a questioná-los Frazer aparece e salva os ladrões. O trio escapa em um jeep e Rusnak fica em seu encalço, mas Chloe faz uma manobra arriscada fazendo Rusnak cair de um abismo. O trio faz uma parceria e vai em busca de Agartha no Pólo Norte. Chegando lá mais uma vez eles são encurralados por Michael e Rose que os obriga a ajudá-los por estarem perdidos. Partindo para o local exato o avião entre em pane mas aterrissa em segurança no local, Drake e Chloe vão em busca da entrada e despistam os Doughtys e seus capangas. Uma perseguição se inicia mas todos acabam sendo cercados pelos deuses da fumaça, criaturas místicas da cidade. Desesperados, os ladrões fogem juntos com os Doughtys que têm seus capangas mortos e coincidentemente encontram o segundo sol, uma parede de diamantes que protege o local da lava. Frazer e Nathan são rendidos, e os Doughtys acabam discutindo com Rose matando seu próprio irmão. Vislumbrada pelos diamantes ela retira um fazendo a parede colidir, os ladrões aproveitam a deixa para escapar e Sully aparece de avião os resgatando. A salvo em uma praia segura, o trio comemora e Chloe parte seguindo seu rumo.

#### Gamers Heart Japan
Nathan apareceu ao lado de Elena e Sully na campanha Gamers Heart Japan para ajudar a obter doações para as as vítimas do sismo e tsunami de Tohoku de 2011.

#### Spotify
Drake recebeu uma playlist oficial no Spotify com o lançamento de Uncharted 4: A Thief's End que demonstra a maturidade, sabedoria e "dureza" do personagem.

## Impacto cultural

### Marketing e promoção
Em 2007, a Sony colocou material promocional de Drake na revista de cinema Empire, mostrando a sua personalidade e a semelhança com outros personagens de filmes de aventura. A Naughty Dog lançou uma réplica para airsoft da arma de Nathan, a Beretta 92FS.
Pouco antes do lançamento de Uncharted 2: Among Thieves em 2009, foram editados quatro bonecos com estilo urbano baseados em Nathan Drake. Erick Scarecrow, fundador da ESC Toys, desenhou os bonecos com base em cores; apenas 2 500 foram lançados mundialmente. Os críticos não gostaram do desenho dos bonecos, e Luke Plunkett da Kotaku comentou que "enquanto nenhum deles tem nome, parece que há Drake, Hellboy Drake, Drake da Discoteca e Drake Radioactivo."

### Filme
Em 2010 foi anunciando um projecto cinematográfico de Uncharted. Com o anúncio do filme, o actor Nathan Fillion começou uma campanha no Twitter para conseguir o papel. No entanto Mark Wahlberg havia sido cogitado para atuar como Drake, mas o filme teve muitas mudanças de directores e ele acabou sendo dispensado. Ainda tentando montar um bom elenco para o filme, a Sony tentou contratar Chris Pratt mas ele acabou recusando a oferta. Depois de anos em planejamento, o filme foi novamente confirmado e dessa vez trazendo Tom Holland no papel do jovem Drake.

### Recepção
Nathan Drake atraiu muitas criticas positivas, muitas focando-se na facilidade com que se gosta do personagem. Tom Cross da Gamasutra chamou a Drake "um parvo adorável" que é "ligeiro, frívolo, e muito divertido", dizendo também que Drake é uma perfeita caricatura de um malandro. Stephen Totilo da Kotaku notou que "Nathan Drake tem atitude sem ser parvo, e alegremente, mas lamentavelmente, mete-se em questões que vão além da sua capacidade. Isso torna-o mais encantador do que irritante." Comparando Drake a outra personagem similar, Matt Casamassina da IGN diz, "Nathan Drake, o herói de Uncharted 2 da Naughty Dog, é mais realista, engraçado, charmoso, agradável e no geral mais humano em apenas trinta minutos do que Leon S. Kennedy em toda a série de Resident Evil." Rush Frushtick da UGO admitiu que Drake pode parecer "um idiota", mas é um "idiota agradável". A GamesRadar considerou Nathan como um dos 25 melhores personagens da década, contrastando com outros personagens como Master Chief (série Halo) e Marcus Fenix (série Gears of War) que ao contrário deles, Drake nunca está em controlo da situação. A revista Empire inclui Drake na sua lista dos 50 melhores personagens de videojogos de sempre, colocando-o em 22º.
Comentando o arquétipo vulgar de Drake, Tom Hoggins do Daily Telegraph chamou à vulnerabilidade do personagem de "querida", enquanto Chad Sapieha do The Globe and Mail diz que ele "é um dos mais expressivos personagens criados em videojogos." No entanto, Ben Kuchera da Ars Technica criticou o arquétipo, afirmando que Drake é como muitos outros personagens e faltava-lhe individualidade. Owain Bennallack da revista Develop criticou a suavidade de Drake, duvidando se um jogador consegue descrevê-lo como um personagem. Dan Hsu da Bitmob escreveu; apesar de outros personagens como Master Chief sobressaírem mais, Drake aparece como uma espécie de "velho amigo".
A atracção física de Drake também foi outra área alvo dos comentários, com pelo menos um comentador a declarar que tinha uma paixão por ele. Drake já foi descrito como "de sonho", e "bonito, herói carismático." Claudia Black, que faz a voz de Chloe Frazer em Uncharted 2: Among Thieves, admitiu ter uma pequena paixão por Drake. Drake também é um raro exemplo de um personagem fisicamente atraente que não é explorado por designers como um objeto sexual. Um comentador fez notar que, "Nathan Drake é um dos poucos personagens masculinos que não é retratado de uma maneira sexual degradante." Steve McGarvey da GameSpy escreveu que a Drake "dificilmente se aponta machismo em comparação com outros personagens de videojogos parecido com ele". A atracão física de Drake foi criticada por Meagan Marie da GameInformer escrevendo que "se destaca muito de outros personagens idealmente proporcionados e outros ícones de videojogos criados intencionalmente sem mácula." A GameDaily nomeou Drake como o terceiro melhor "pedaço" dos personagens de videojogos. A GamesRadar nomeou Drake como o "Mister 2007", afirmando que foi escolhido não apenas porque eles "conseguiam olhar para o seu traseiro horas a fios", mas porque ele é heróico e tem uma "atitude vencedora".
As boas vendas da série Uncharted e a crescente identificação de Drake com a consola PlayStation 3 levaram a que alguns o chamassem de facto a mascote da PlayStation 3. Adam Hartley da TechRadar afirma que "o protagonista Nathan Drake é o herdeiro legitimo da coroa 'Herói PlayStation'", enquanto a Now Gamer chamou a Drake como o novo "rapaz-poster" da PlayStation 3. Drake foi nomeado para o prémio "Personagem Mais Convincente" nos Inside Gaming Awards de 2009.

### Comparações com outros personagens
Nathan Drake já foi muitas vezes comparado com outros personagens de videojogos e do cinema, mais notavelmente à aventureira Lara Croft da franquia Tomb Raider e ao personagem do cinema Indiana Jones, muito devido à similaridade que existe entre eles bem como aos argumentos em que aparecem. Johnny Minkley da Eurogamer e Lee Ferran da ABC News chamaram a estas associações "óbvias" e "inevitáveis". De facto, Drake já foi chamado uma mistura dos dois. Drake foi aclamado como o "novo Lara Croft" depois das boas vendas da série Uncharted, e a similaridade com Croft fez com que ganhasse a alcunha de "Tio Raider". Michael Owen-Brown do The Advertiser realçou que Drake distingue-se de Croft devido à sua inteligência, Bruce Straley, director da série Uncharted, diz que Drake já atingiu o nível de popularidade de Croft. A CBS desenhou uma distinção estrita entre Indiana Jones e Drake, apontando que Jones actua de maneira altruísta, Drake está lá para o seu próprio proveito. Avi Arad, produtor de um planeado filme Uncharted, desenhou uma conclusão similar, dizendo que enquanto que Jones é sempre bom, Drake não é necessariamente o bom da fita. O desenhador Neil Druckmann afirma que Drake é muito distinto de Jones e Croft. Outros analistas já compararam Drake com outros personagens, incluindo Jack Colton do filme Romancing the Stone. North, que protagoniza Drake, e que também dá a voz ao Príncipe no videojogo de 2008 Prince of Persia, também já foram feitas comparações entre os dois. O Príncipe é descrito como uma versão mais dura e áspera de Nathan Drake.

### Comparações com pessoas vivas
Um artigo publicado pela Vice Media, falou sobre o próximo Uncharted 4: A Thief's End, incluindo uma longa entrevista com Dr. E. Lee Spence, que descreveu o aventureiro como "um pioneiro no campo da arqueologia subaquática, um caçador de tesouros mundialmente renomado, e quase tão perto de um pessoa na vida real, que respira Nathan Drake como você vai encontrar. Em sua URL a Vice.com tachou Spence como o "Nathan Drake da realidade".